# 석세스 (기업)
주식회사 석세스는 일본의 비디오 게임 개발사 및 배급사이다. 1978년 6월 7일에 설립됐으며 본사는 도쿄 시나가와구에 위치해있다. 《코튼》, 《거짓의 윤무곡》 등의 작품들을 발매했다.

## 개발 및 배급 게임
- 코튼: 판타스틱 나이트 드림즈
- RPG 만들기(RPG Tsukuru: Super Dante)
- 코튼 2: 매지컬 나이트 드림즈
- 톰과 제리: 하우스 트랩
- 스파이더맨 2: 엔터 일렉트로
- 메탈 기어 솔리드 2: 선즈 오브 리버티
- 요시노야
- 만져라 탐정 오자와 리나
- 거짓의 윤무곡
- 상하이
- 스트랭글홀드 (비디오 게임)
- Cotton Fantasy: Superlative Night Dreams

## 참조
1. ↑  일본어: 株式会社サクセス, 영어: Success Corporation